# Шафран Данило Борисович
Данило Борисович Шафран (13 січня 1923, Петроград, РРФСР, СРСР — 7 лютого 1997, Москва, Росія) — радянський та російський віолончеліст. Народний артист СРСР (1977).
Закінчив Ленінградську консерваторію (1950). Виконував і записував великий класичний репертуар. Лауреат вітчизняних і міжнародних музичних конкурсів. 
Багато часу приділяв викладацькій діяльності. Давав майстер-класи в Німеччині, Люксембурзі, Італії, Англії, Фінляндії, Японії та інших країнах.
Був головою журі багатьох міжнародних віолончельних конкурсів, в тому числі Міжнародного конкурсу імені П. І. Чайковського (1974—1990).
Автор ряду статей, опублікованих в радянських журналах. 